# Тисимин (муниципалитет)
Тисими́н (исп. Tizimín) — муниципалитет в Мексике, штат Юкатан, с административным центром в одноимённом городе. Численность населения, по данным переписи 2010 года, составила 73 138 человек.

## Общие сведения
Название Tizimín с майянского языка можно перевести как: место тапиров.
Площадь муниципалитета равна 3885 км², что составляет 9,74 % от площади штата, а наивысшая точка — 40 метров над уровнем моря, расположена в поселении Канкабцонот.
Он граничит с другими муниципалитетами Юкатана: на юге с Чемашем, Темосоном и Калотмулем, на юго-западе с Эспитой, на западе с Сусилой и Панабой, на северо-западе с Рио-Лагартос, и на востоке с другим штатом Мексики — Кинтана-Роо, а на севере омывается водами Мексиканского залива.

## Учреждение и состав
Муниципалитет был образован в 1825 году, а его границы менялись до 70-х годов XX века, в его состав входит 451 населённый пункт, самые крупные из которых:
| Код INEGI                  | Населённый пункт                                                                | Численность населения (2005 год) | Численность населения (2010 год) |
| -------------------------- | ------------------------------------------------------------------------------- | -------------------------------- | -------------------------------- |
| 096                        | Всего                                                                           | 69553                            | 73138                            |
| 0001                       | Тисимин (исп. Tizimín) 21°08′33″ с. ш. 88°09′53″ з. д. (административный центр) | 44151                            | 46971                            |
| 0034                       | Попольнах (исп. Popolnáh) 20°59′36″ с. ш. 87°33′51″ з. д.                       | 3225                             | 3276                             |
| 0509                       | Чан-Сеноте (исп. Chan Cenote) 20°59′28″ с. ш. 87°47′06″ з. д.                   | 2191                             | 2225                             |
| 0019                       | Цонот-Карретеро (исп. Dzonot Carretero) 21°24′07″ с. ш. 87°52′39″ з. д.         | 2280                             | 2184                             |
| 0071                       | Тишканкаль (исп. Tixcancal) 21°02′04″ с. ш. 87°51′05″ з. д.                     | 1944                             | 2165                             |
| 0009                       | Эль-Куйо (исп. El Cuyo) 21°30′57″ с. ш. 87°40′42″ з. д.                         | 1748                             | 1567                             |
| 0069                       | Сукопо (исп. Sucopó) 21°09′40″ с. ш. 88°02′51″ з. д.                            | 1403                             | 1517                             |
| 0008                       | Колония-Юкатан (исп. Colonia Yucatán) 21°12′45″ с. ш. 87°43′33″ з. д.           | 1329                             | 1264                             |
| —                          | Прочие                                                                          | 11282                            | 11969                            |
| Названия на карте Генштаба |                                                                                 |                                  |                                  |

## Экономика
По статистическим данным 2000 года, работоспособное население занято по секторам экономики в следующих пропорциях:
- торговля, сферы услуг и туризма — 40,9 %;
- сельское хозяйство и рыболовство — 38,6 %;
- производство и строительство — 19,3 %;
- безработные — 1,2 %.

## Инфраструктура
По статистическим данным 2010 года, инфраструктура развита следующим образом:
- протяжённость дорог: 849,4 км;
- электрификация: 95,1 %;
- водоснабжение: 96 %;
- водоотведение: 70,2 %.

## Достопримечательности
В муниципалитете можно посетить:
- бывший монастырь Святых волхвов (исп. Santos Reyes Magos), построенный в XVII веке;
- бывший монастырь и церковь Святого Франциско, построенный в XVI веке;
- археологические памятники цивилизации майя: Кулуба, Цонот-Аке, Эль-Пальмар, Чунуэле, Шлакаб, Панаба, Хальтунчен и Уэнкаль.

## Фотографии

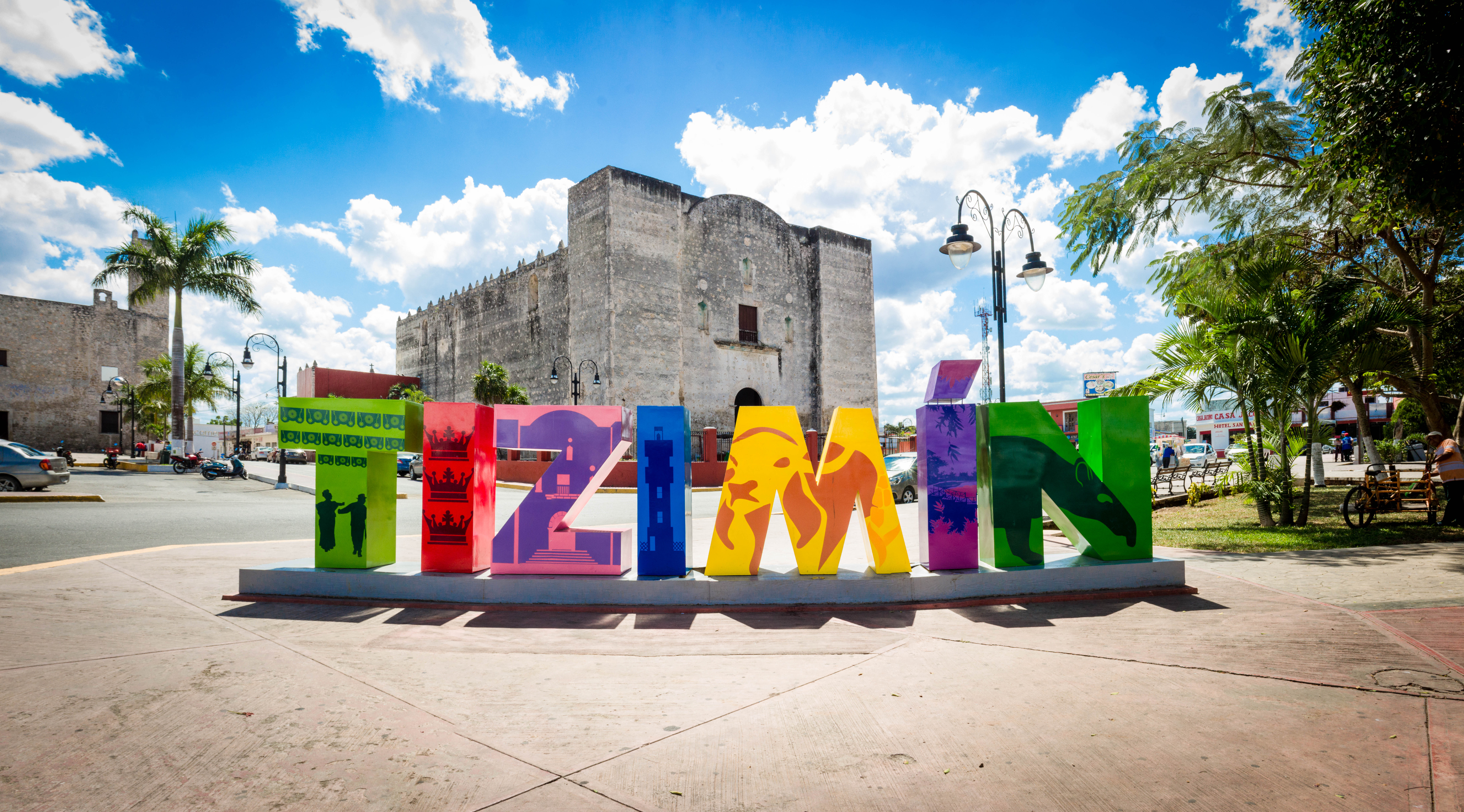
Стела с названием муниципалитета на фоне церкви всех святых
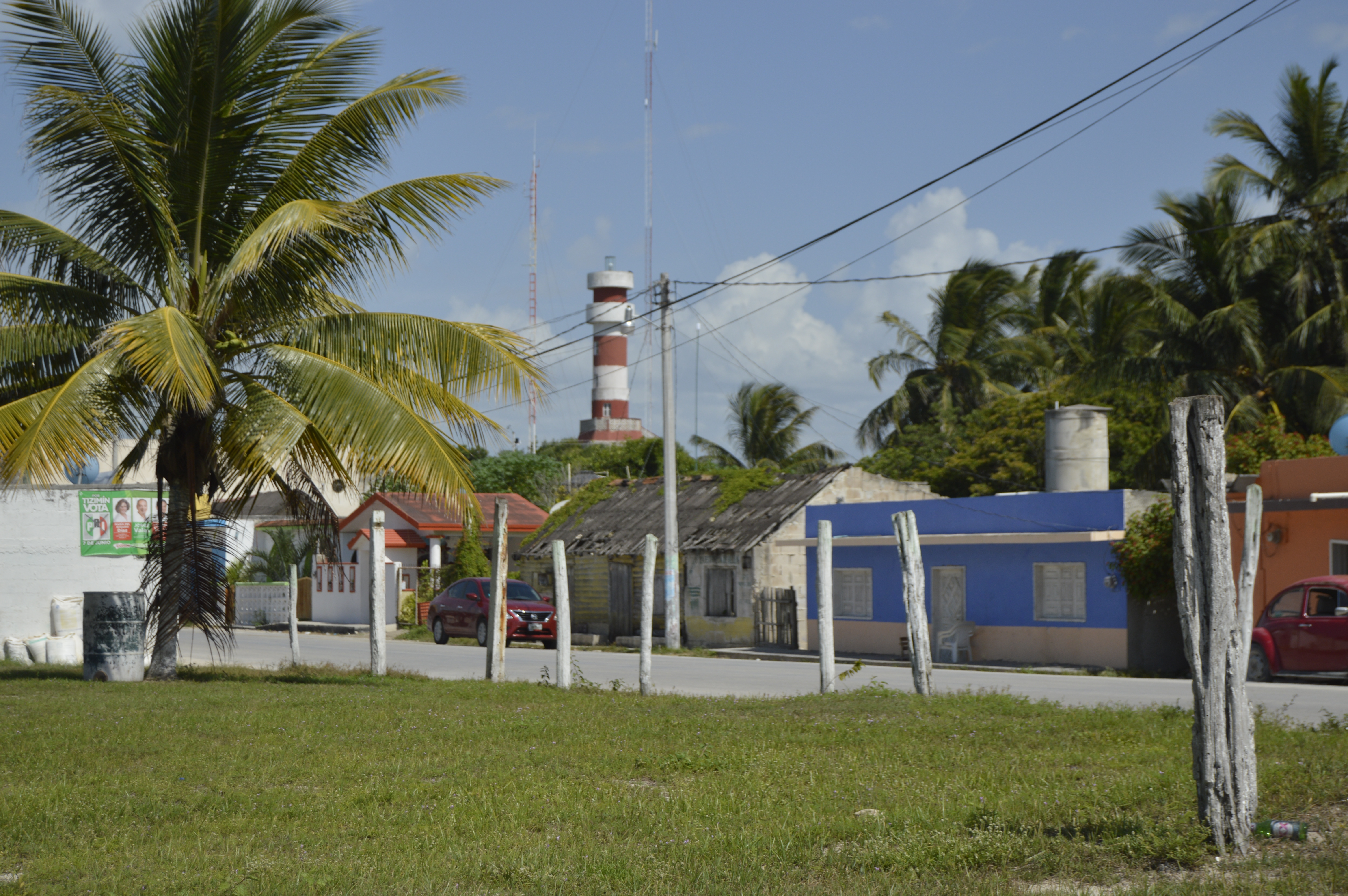
Маяк в Эль-Куйо
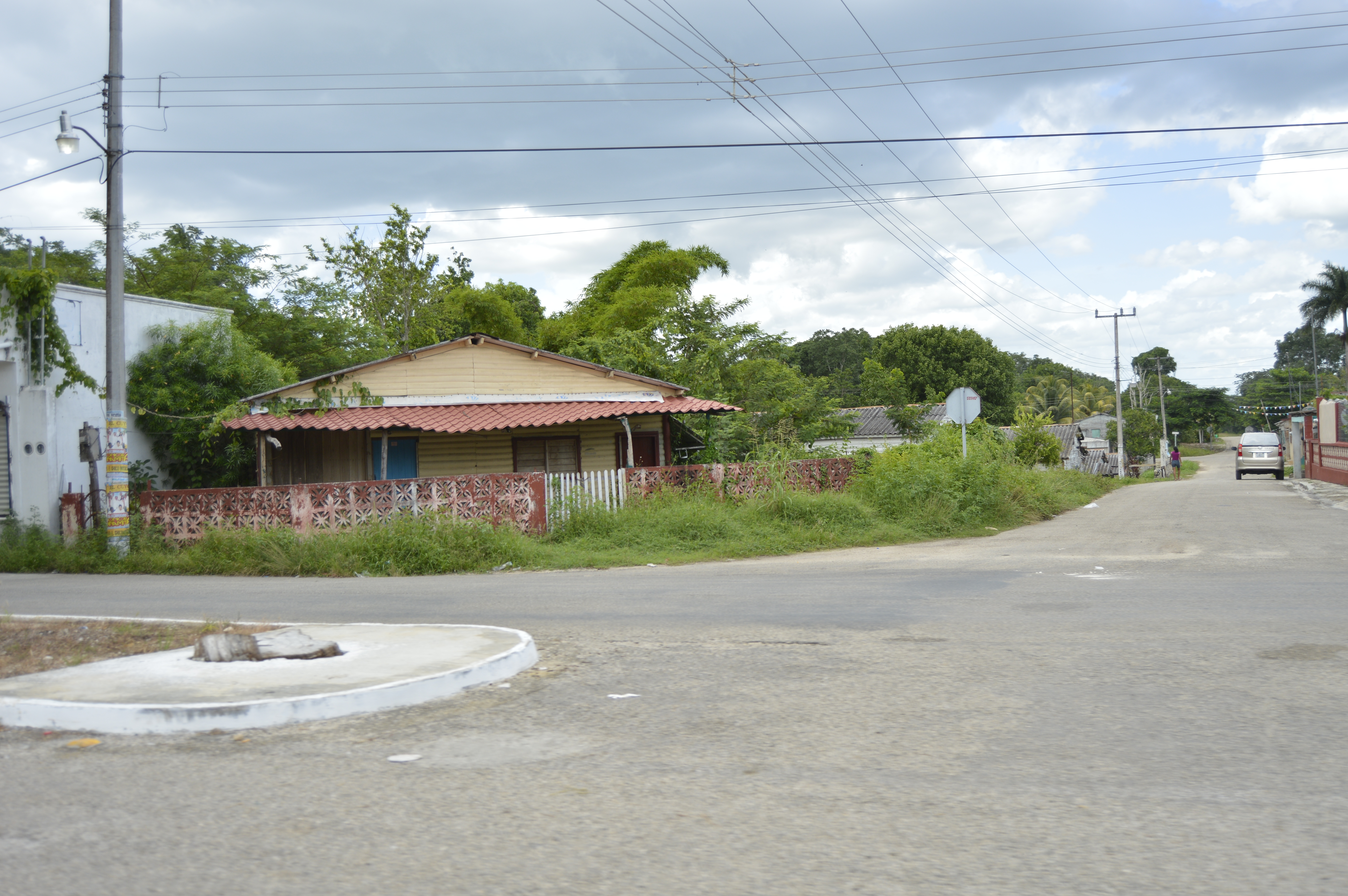
Улицы Колония-Юкатан
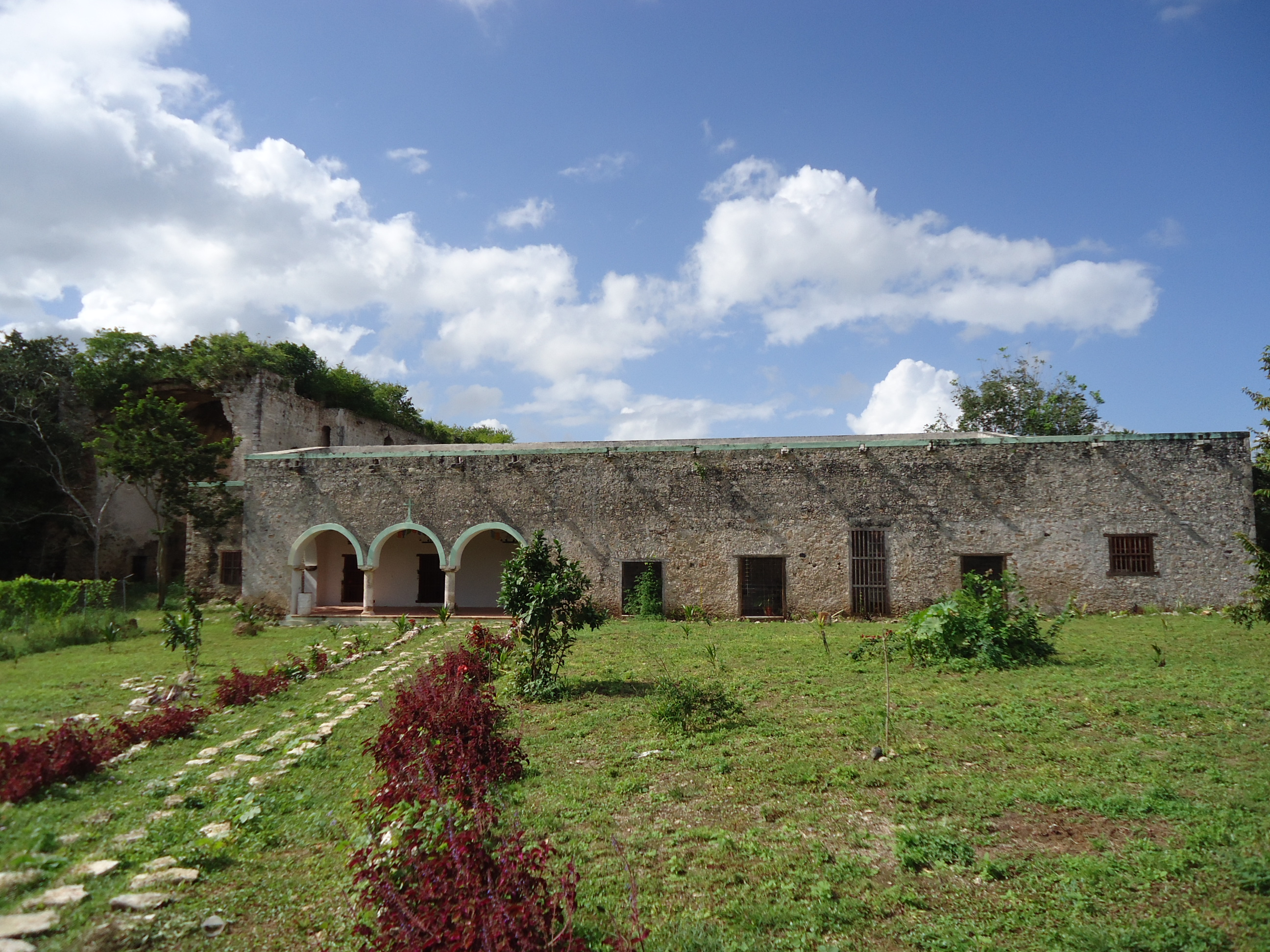
Бывшая асьенда Кикиль
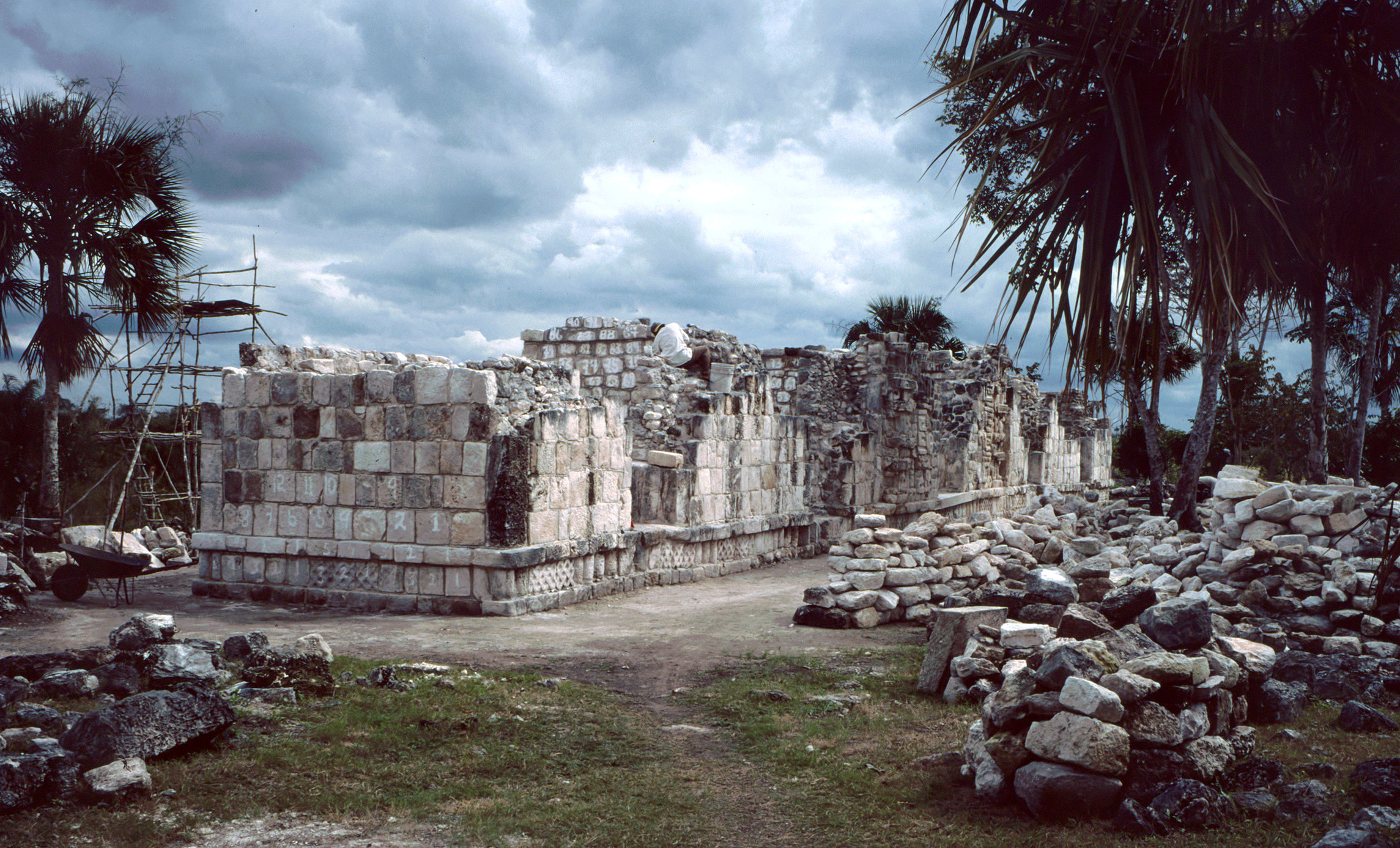
Археологическая зона Кулуба
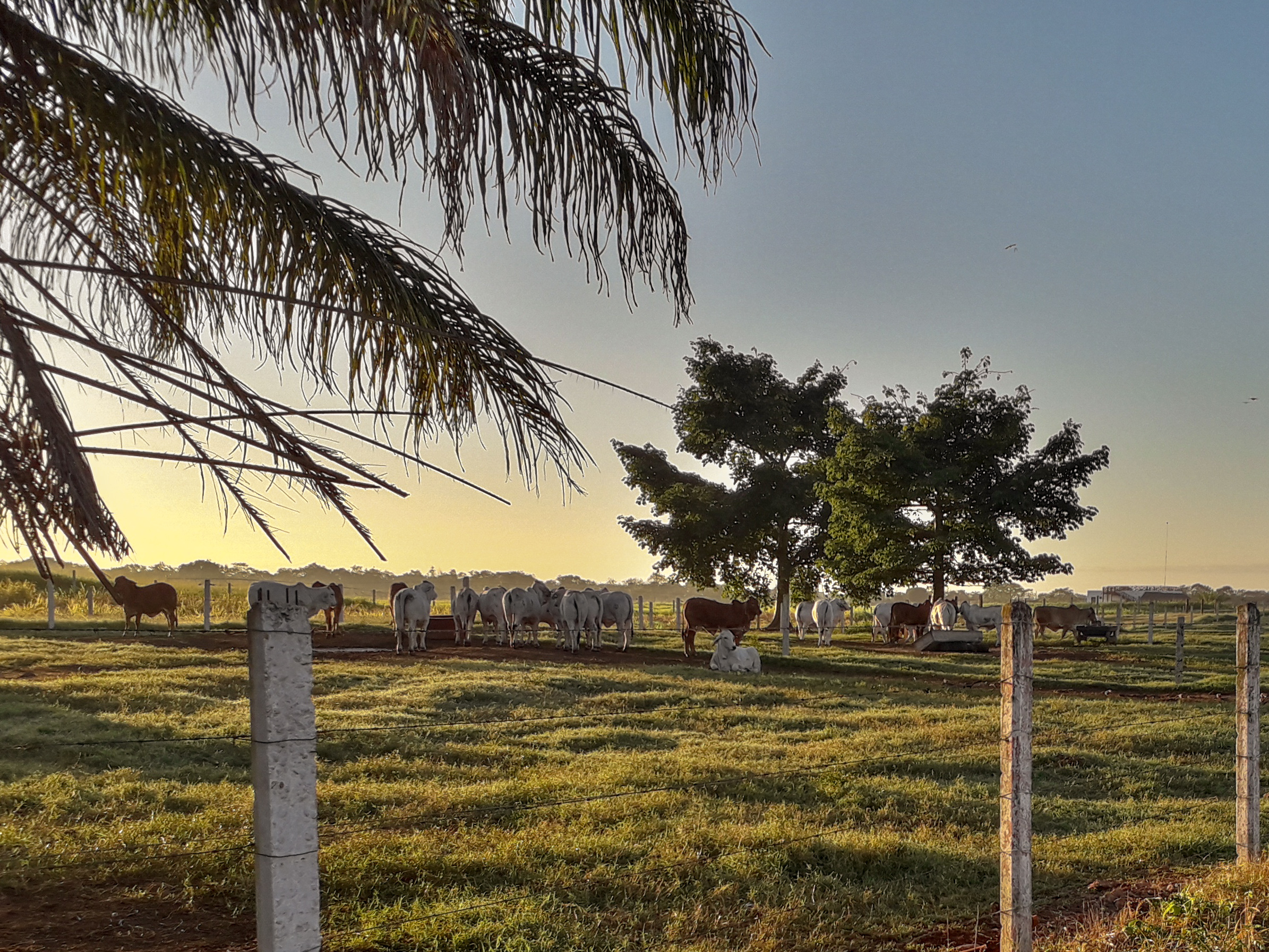
Ферма коров